# پیرکانمای بالا
پیرکانمای بالا از زیرمجموعه پیرکانما و یکی از ناحیه‌ها در فنلاند از سال ۲۰۰۹ است.

## شهرداری‌ها
| نشان ملی                 | شهرداری            |
| ------------------------ | ------------------ |
| Juupajoen vaakuna        | یوپایوکی (شهرداری) |
| Ruoveden vaakuna         | رئووسی (شهرداری)   |
| Mänttä-Vilppulan vaakuna | منته-ویلپولا (شهر) |
| Virtain vaakuna          | ویرات (شهر)        |